# Kaple svatého Jakuba apoštola (Císařský)
Kaple svatého Jakuba apoštola v Císařském (místní část města Šluknov) je novorománská sakrální stavba stojící při hlavní silnici. Postavena byla v letech 1884–1885 a od roku 2016 prochází postupnou rekonstrukcí.

## Historie
Císařský neměl ve své historii vlastní kostel. Od středověku příslušela vesnice k arcikněžskému stolci v Bischofswerdě, během rekatolizace však připadla k šluknovské farnosti. Kaple zasvěcená svatému Jakubu apoštolovi je nejmladší ze tří zdejších sakrálních staveb. Výstavba začala roku 1884, k vysvěcení dokončené stavby došlo 19. října 1885. V roce 1896 bylo do kaple zakoupeno harmonium financované z darů farníků. Až do druhé světové války se ke kapli v neděli po svatém Jakubu (25. červenec) konalo slavnostní procesí začínající u kostela svatého Václava ve Šluknově. Po druhé světové válce stála kaple na okraji zájmu a nebyla udržována, takže se ve 21. století ocitla v havarijním stavu.

### Rekonstrukce kaple
Město Šluknov naplánovalo postupnou rekonstrukci. Ta začala v roce 2016 celkovou opravou střechy, která byla silně poškozená a skrze kterou do kaple zatékalo. Roku 2018 následovala kompletní rekonstrukce vnější fasády kaple. V letech 2018–2019 proběhlo restaurování sochy v průčelí a stropních maleb, které byly vlivem dlouhodobého zatékání do střešní konstrukce a klenby silně poškozené. Restaurátorské práce prováděli studenti Akademie výtvarných umění v Praze.
Kaple je ve vlastnictví města Šluknov a není památkově chráněná. Bohoslužby se zde konají pouze příležitostně.

## Popis
Novorománská kaple stojí na obdélném půdorysu, na který navazuje půlkruhová apsida. Z průčelí kaple vybíhá sanktusník. V nice nad vchodem stojí barokní socha svatého Jakuba. V obou bočních stěnách jsou umístěna dvě velká, půlkruhově zakončená okna. Střechu kryje břidlice. Strop interiéru zdobí malby z konce 19. století. Na historizujícím hlavním oltáři je umístěn obraz svatého Jakuba.

## Galerie

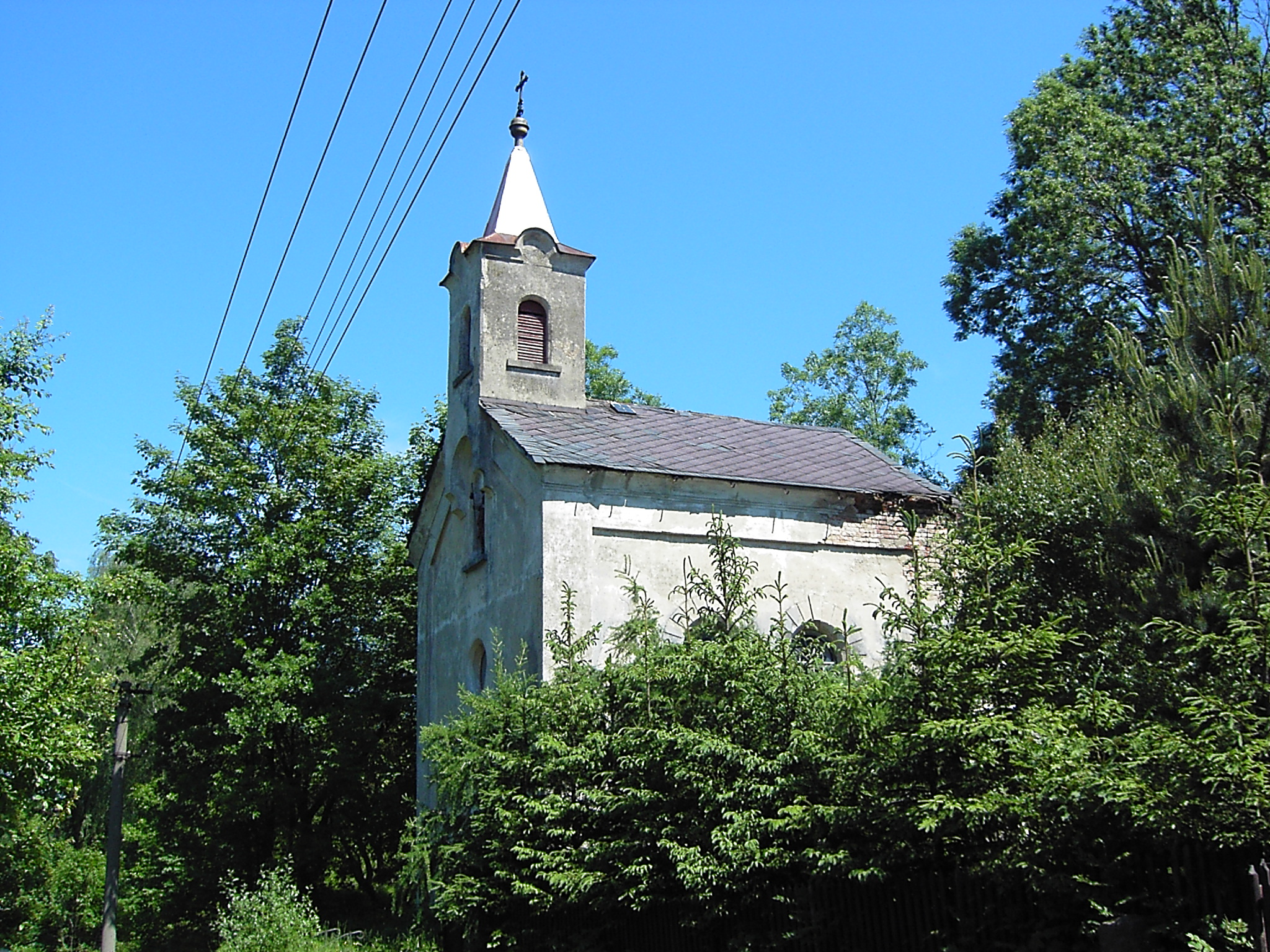
Pohled od hlavní cesty (2006)
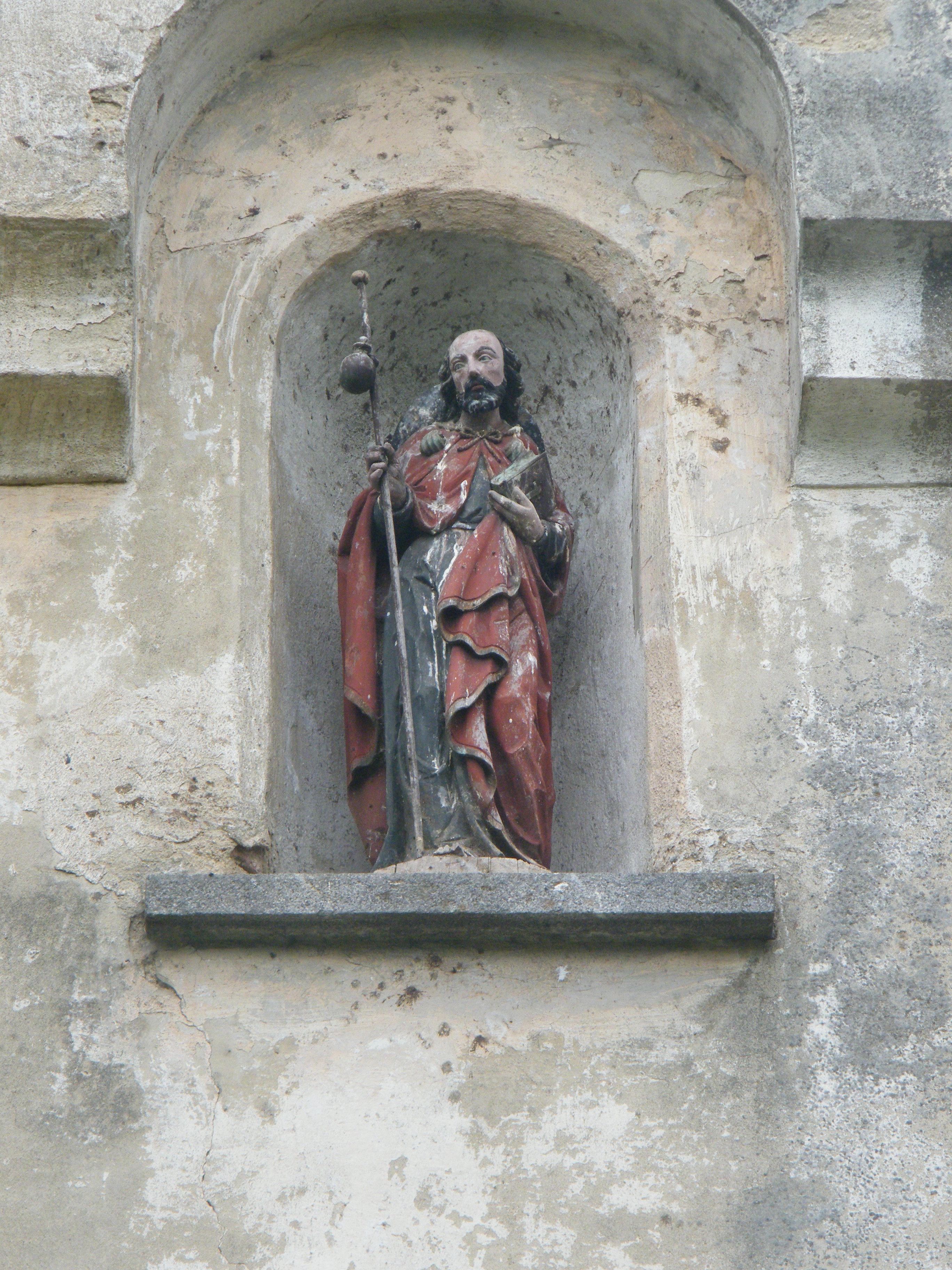
Soška v průčelí (2016)
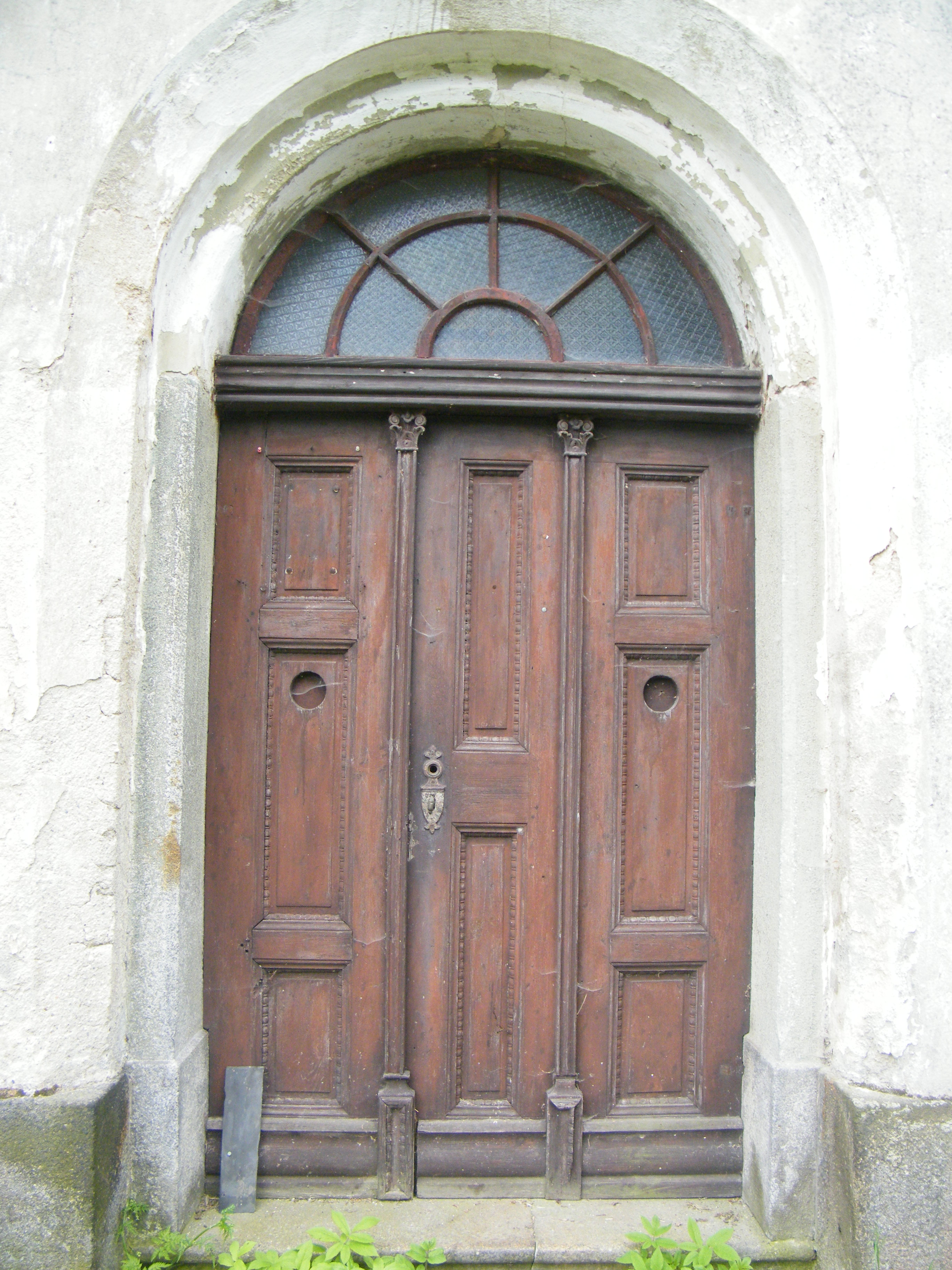
Detail dveří (2016)
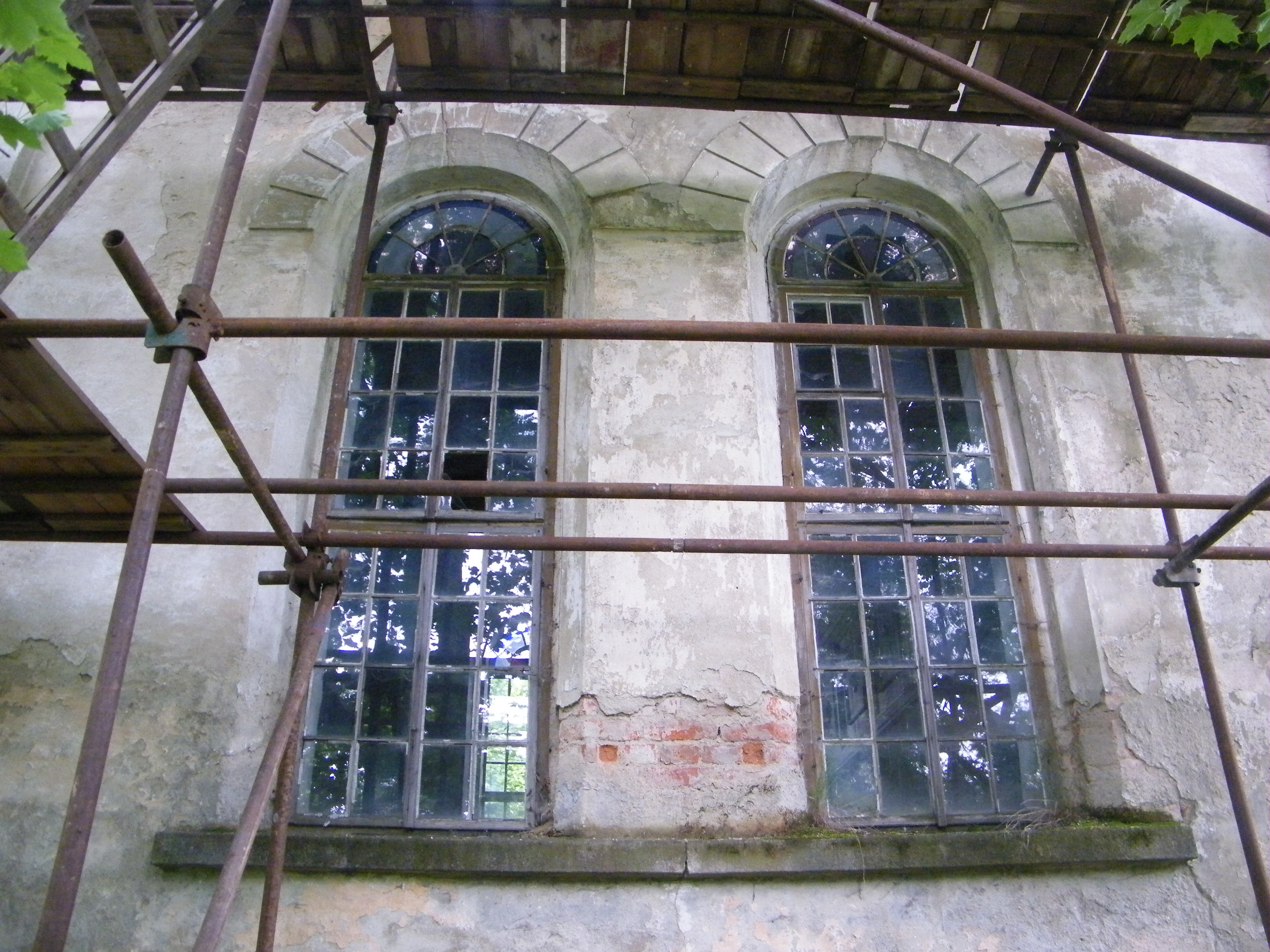
Detail oken (2016)
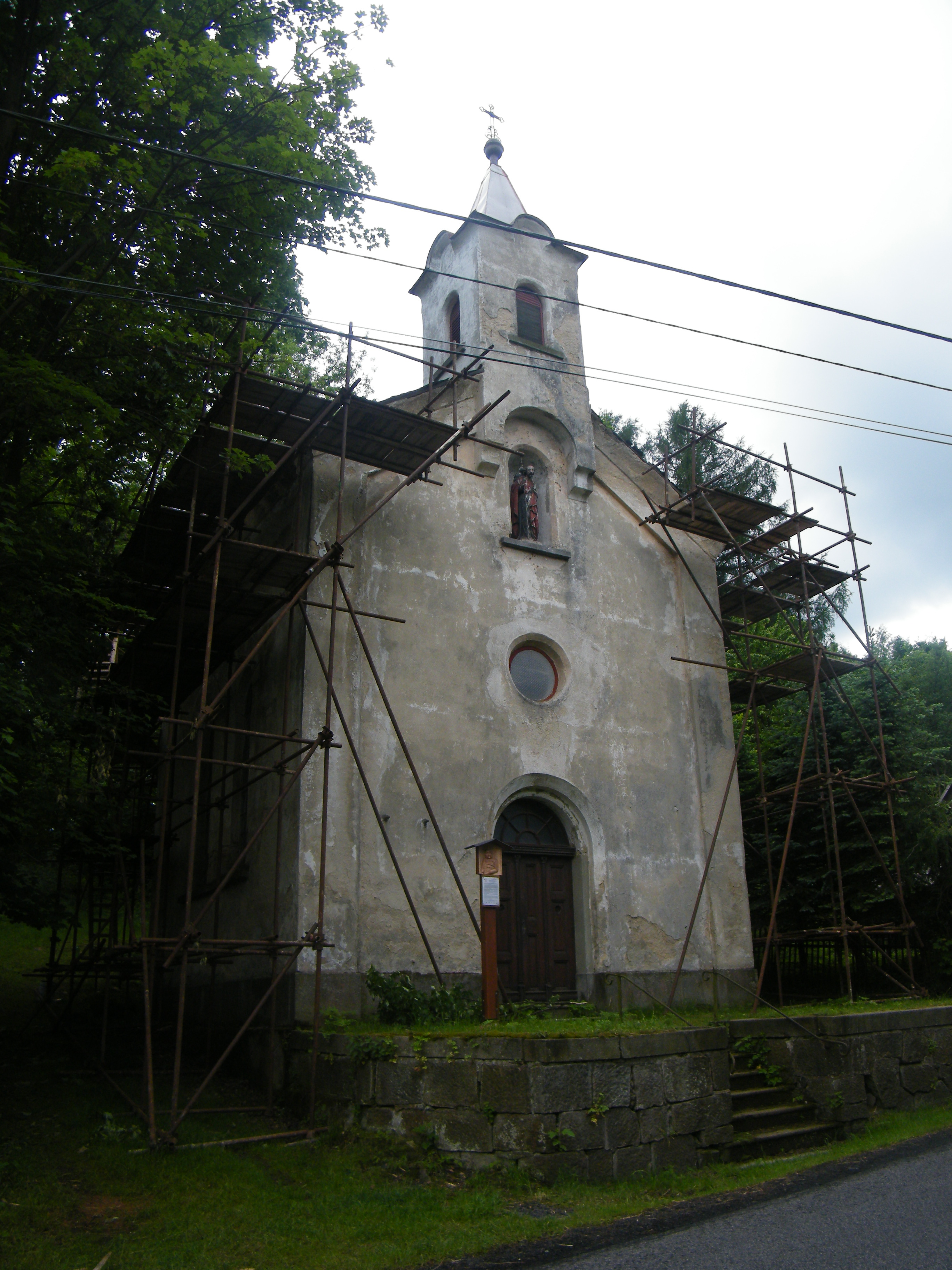
Průčelí (2016)
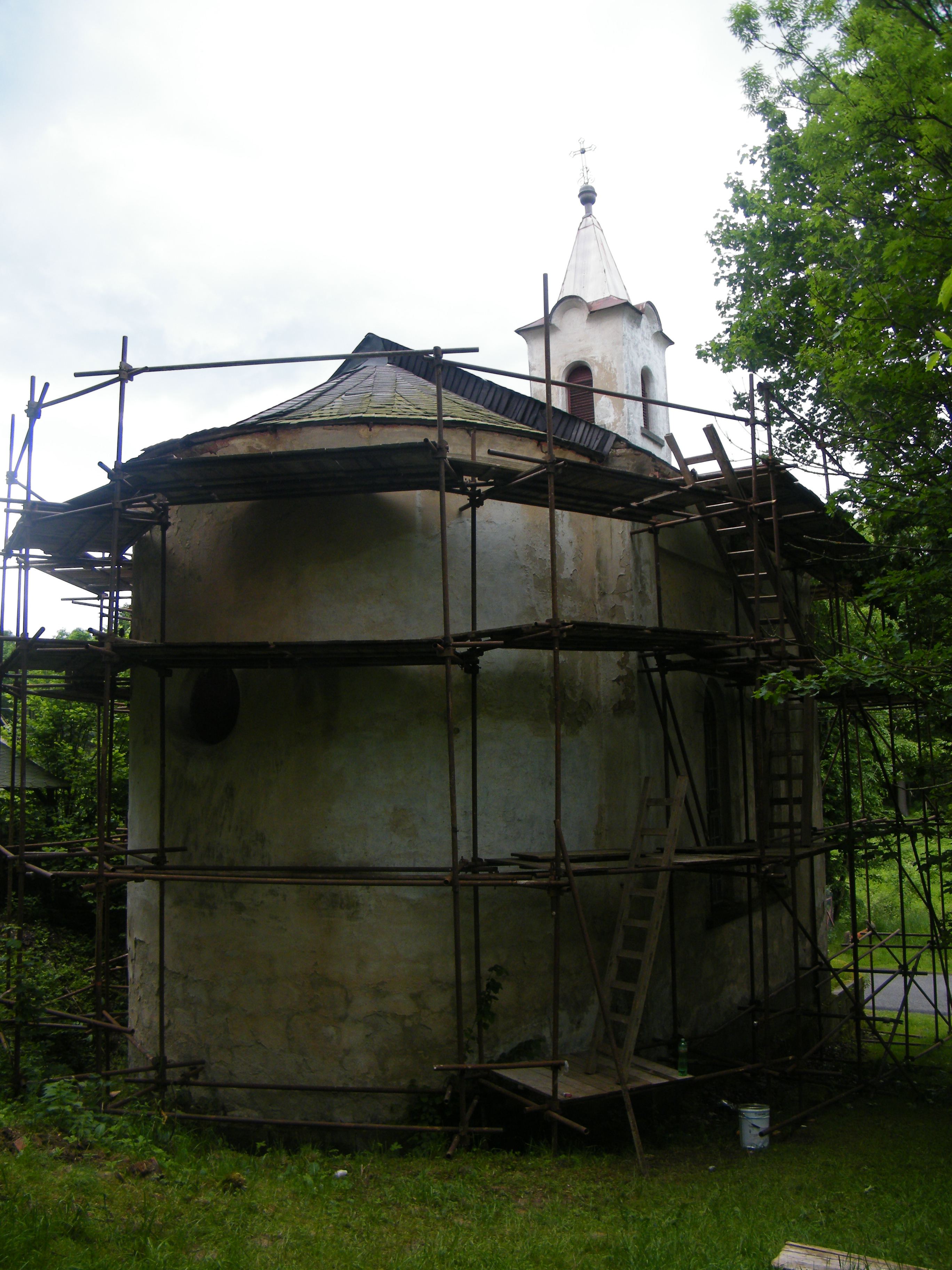
Závěr s apsidou (2016)
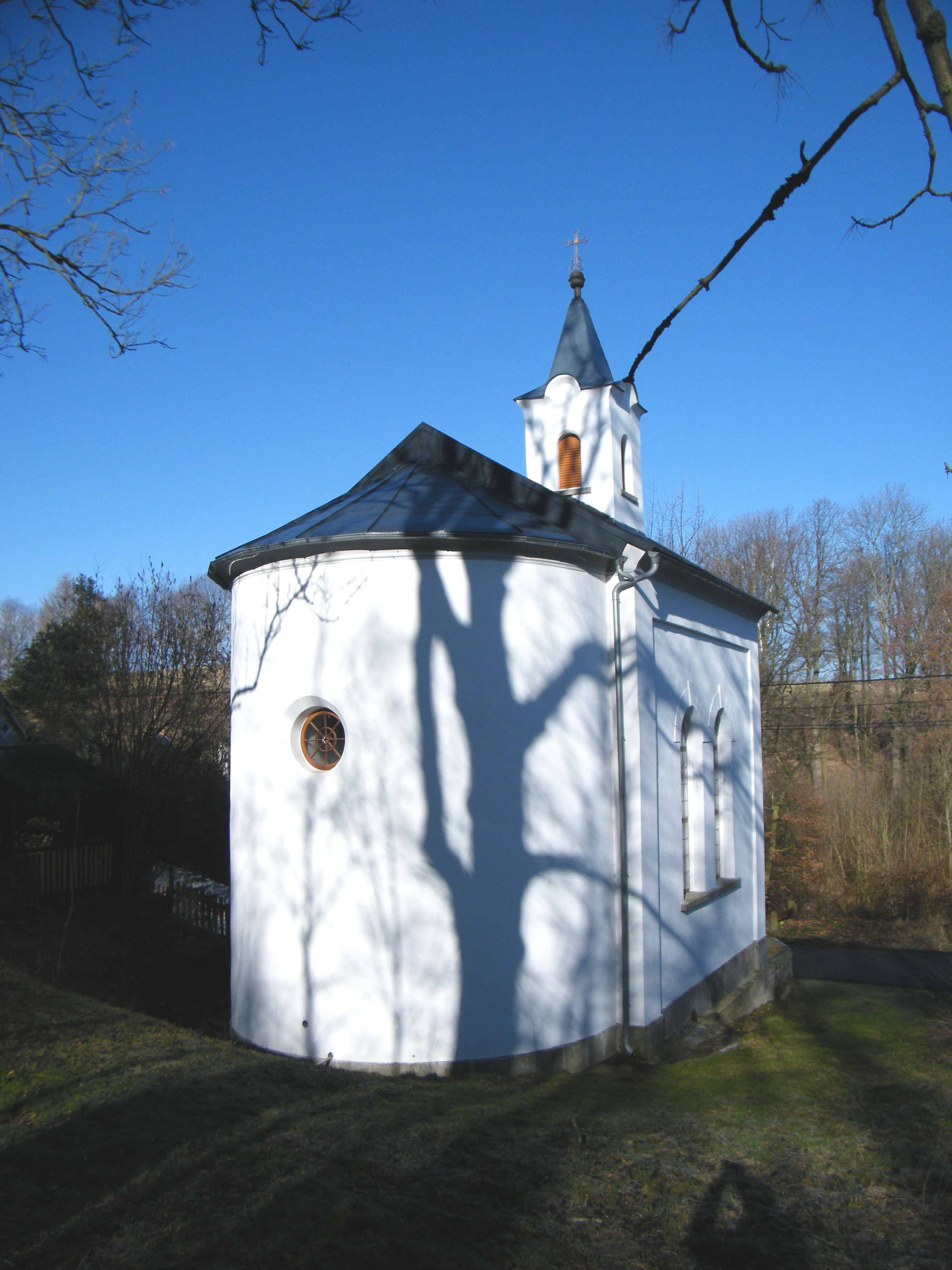
Závěr po rekonstrukci (2020)
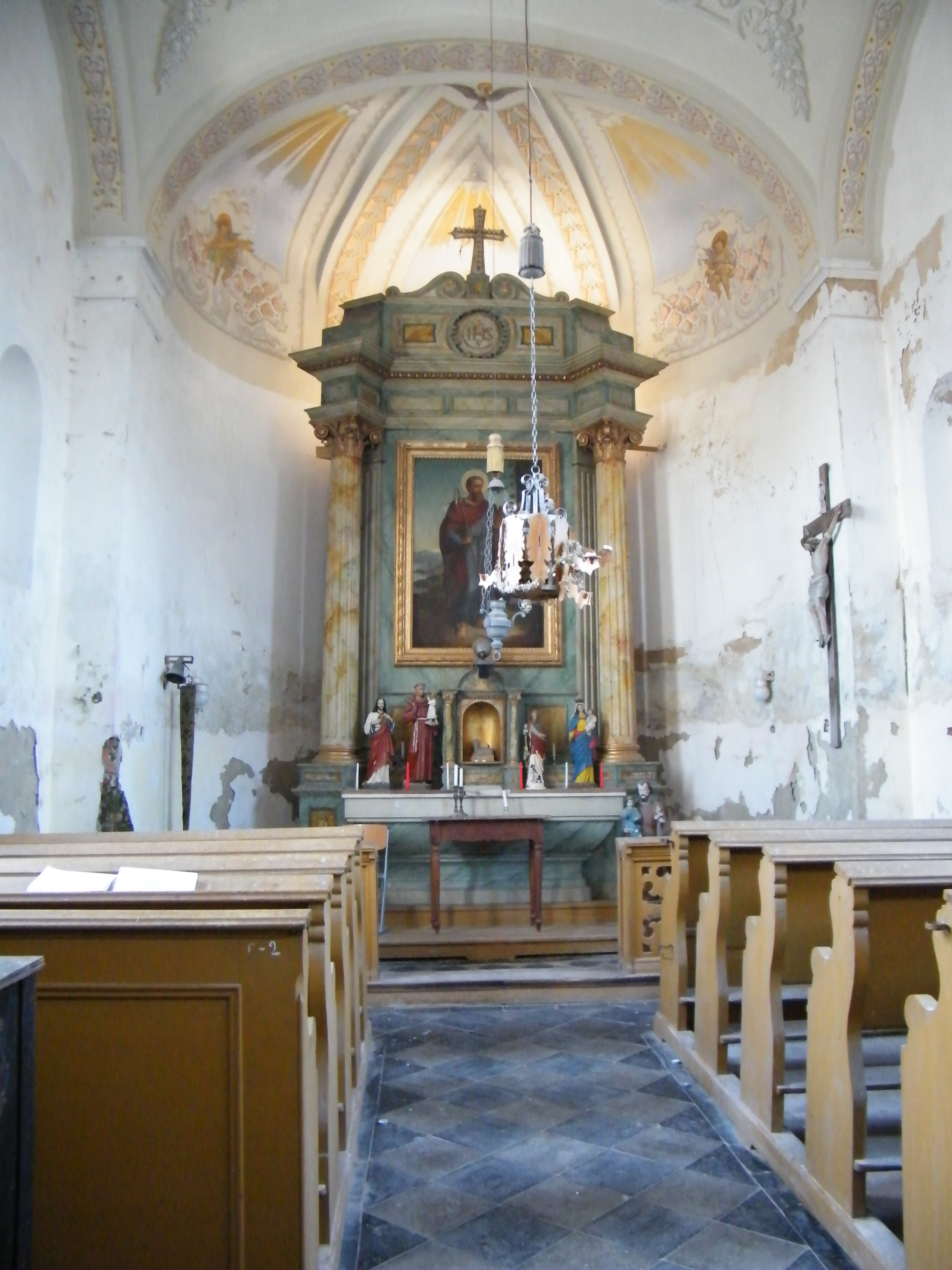
Interiér (2020)